# Aeropuerto Internacional Sabiha Gökçen

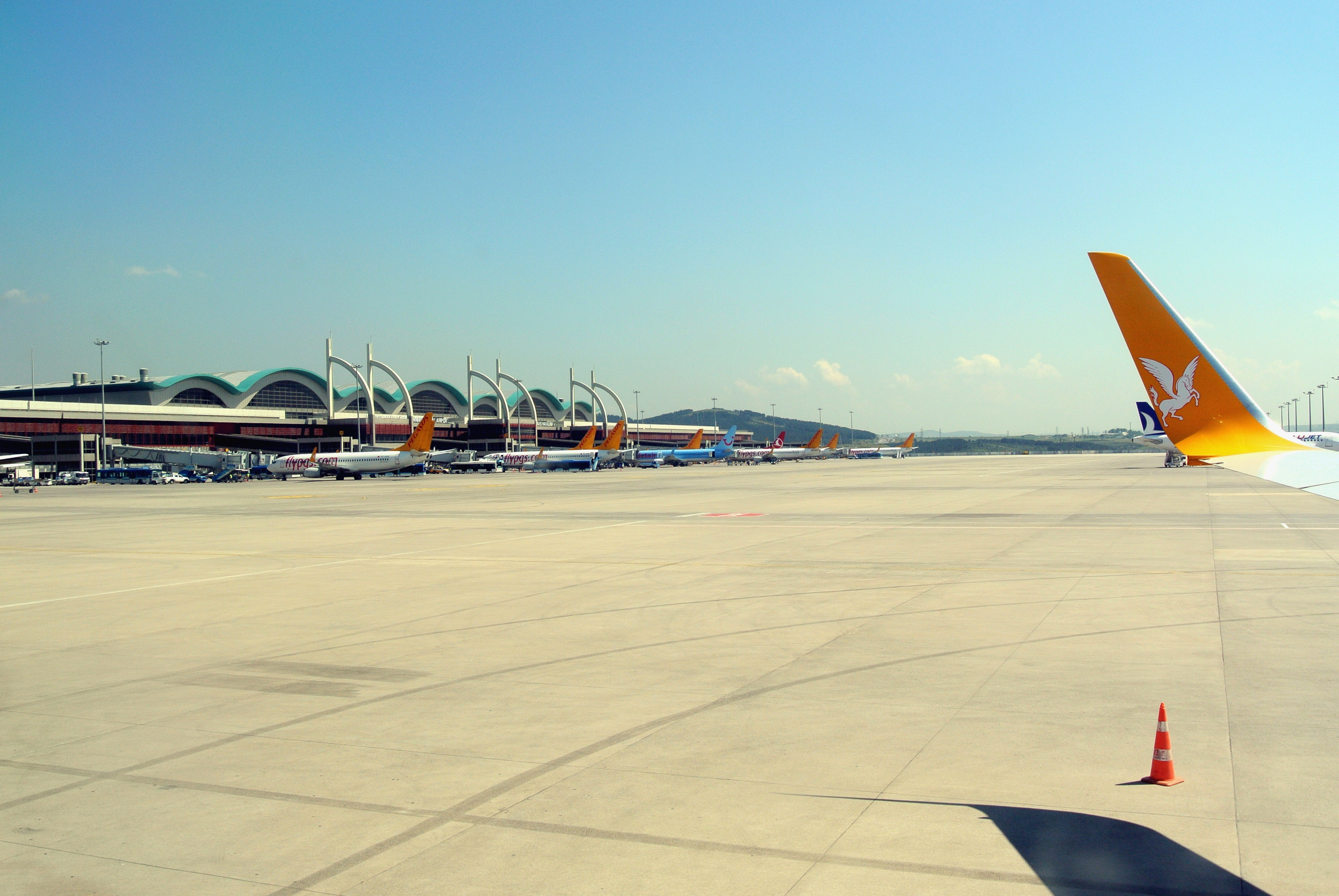
La terminal de vuelos internacionales

El Aeropuerto Internacional Sabiha Gökçen (IATA: SAW, OACI: LTFJ) es uno de los aeropuertos que sirven a la ciudad de Estambul, Turquía. Este aeropuerto recibe su nombre de Sabiha Gökçen, la primera piloto de combate del mundo. Se encuentra en el lado asiático de la ciudad de Estambul. Fue construido porque el Aeropuerto Internacional Atatürk (en el lado europeo) no era suficientemente grande para atender el elevado incremento de pasajeros (tanto domésticos como internacionales). La terminal internacional tiene una capacidad de 3 millones de pasajeros/año y la terminal doméstica tiene una capacidad de 0.5 millones de pasajeros/año. En junio de 2007, el conglomerado turco Limak, el indio GMR group y Malaysia Airport Holding Berhad (MAHB) obtuvieron el contrato para mejorar y mantener el aeropuerto. A mediados de 2008, se comenzaron las obras para aumentar la capacidad de la terminal internacional hasta los diez millones de pasajeros anuales.  Una segunda pista fue  completada a finales de 2023, mejorando significativamente la capacidad operativa

## Terminal de vuelos internacional
La terminal de vuelos internacionales tiene una superficie de 20.000 m², de las cuales 16.000 m² pertenecen al nivel de tierra y 4.000 m² en el nivel superior.
Características:
- 3.000.000 pasajeros/año de capacidad.
- Salas CIP y VIP.
- Tiendas Duty-free, bares y cafeterías, pubs y restaurantes.
- Oficina de correos, banco, alquiler de coches.
- Oficinas.

### Materiales
Los suelos y la fachada exterior son de granito; hay elementos decorativos de aluminio en los elementos de iluminación, los altavoces, y los difusores de aire del techo.

### Modo de operación
La terminal de vuelos internacionales posee tres salas: dos actúan como salas de embarque, la A y B, y una para llegadas. Cada zona de salidas alberga once mostradores de facturación y cuatro puertas de embarque, y en la zona de llegadas hay doce puestos de control de pasaportes.

### Galería y plataforma
Galerías, túneles, salas VIP y otras unidades del aeropuerto, están ubicados a 6 m por debajo de tierra. Una plataforma interior de 200 m de largo con una superficie de 3.000 m² se encuentra al norte del edificio como una estructura independiente de acero reforzado con columnas de hormigón. Esta plataforma es utilizada también como punto de encuentro.

### Sistemas electrónicos
Entre los sistemas electrónicos se encuentra un Sistema de Información de Vuelos por Pantalla (FIDS), un Sistema Cerrado de Televisión (CCTV), Sistema de Control de Acceso por Tarjeta, Reloj Central, Sistema de Música, Sistema de Detección de Incendios y un Sistema de Tarifas de Aparcamiento.

### Sistema de aire acondicionado
- 30 centros de Aire Acondicionado
- 110 módulos Individuales

### Sistema de extinción de incendios
- Dos bombas de agua
- Dos bombas principales

El agua a presión del sistema de bombas contra-incendios está disponible en las cabinas contra-incendio, instaladas en varias zonas dentro del edificio y en la plataforma.

### Sistemas de equipajes
Hay instalado un sistema de gestión de equipajes capaz de asumir los procesos de handling de los 3.500.000 pasajeros que puede asumir el aeropuerto. El sistema es capaz de detectar cualquier tipo de explosivo, tanto de los pasajeros o adheridos al equipaje.

### Puertas
Hay 44 puertas automáticas que funcionan con células fotovoltaicas. Las puertas al exterior están equipada con sistemas de aire de calentadores eléctricos para compensar la temperatura interior.

## Aerolíneas y destinos
| Aerolíneas                                | Destinos |
| ----------------------------------------- | --- |
| Air Arabia                                | Sharjah |
| Air Arabia Egypt                          | Alejandría |
| Air Arabia Maroc                          | Casablanca, Tangèr |
| Air Moldova                               | Chisináu |
| Azerbaijan Airlines operado por Turan Air | Ganja |
| Borajet                                   | Bodrum, Edremit, Gazipasa, Míkonos |
| Cham Wings Airlines                       | Damasco |
| Corendon Dutch Airlines                   | Ámsterdam |
| EasyJet                                   | Londres-Gatwick, Londres-Luton |
| EasyJet Switzerland                       | Basilea/Mulhouse |
| Emirates                                  | Dubái-Internacional |
| Europe Airpost                            | París-Charles de Gaulle, Ras-Al-Khaimah |
| Flydubai                                  | Dubái |
| Jazeera Airways                           | Kuwait |
| Jordan Aviation                           | Amán-Marka, Áqaba |
| Kish Air                                  | Tabriz, Teherán-Iman Jomeini |
| Nas Air                                   | Yida, Riad |
| Pegasus Airlines                          | Adana, Ámsterdam, Ankara, Antalya, Barcelona, Basilea/Mulhouse, Beirut, Berlín-Schonefeld, Bodrum, Bruselas, Bucarest-Henri Coanda, Colonia/Bonn, Copenhague, Dalamán, Diyarbakır, Donetsk, Dusseldorf, Elazığ, Ercan, Fráncfort del Meno, Gaziantep, Hatay, Esmirna, Kayseri, Konya, Járkov, Krasnodar, Londres-Stansted, Malatya, Marsella, Milán-Orio al Serio, Madrid, Múnich, Núremberg, París-Orly, Pristina, Roma-Fiumicino, Saint-Etienne, Samsun, Sivas, Skopie, Estocolmo-Arlanda, Stuttgart, Tiflis, Teherán-Iman Jomeini, Trebisonda, Van, Viena, Zúrich, Zweibrücken |
| Petra Airlines                            | Amán-Reina Alia |
| Saratov Airlines                          | Nalchik |
| South East Airlines                       | Majachkalá |
| SunExpress                                | Adana, Antalya, Berlín, Colonia/Bonn, Diyarbakır, Dortmund, Dusseldorf, Erzincan, Erzurum, Fráncfort del Meno, Gaziantep, Hamburgo, Hanóver, Hatay, Esmirna, Kars, Mardin, Muenster, Múnich, Núremberg, Samsun, Stuttgart, Trebisonda, Van, Viena, Zúrich |
| Transavia                                 | Ámsterdam |
| TUI fly Belgium                           | Bruselas-National, Charleroi |
| Turkish Airlines                          | Ankara |
| Turkish Airlines operado por AnadoluJet   | Adana, Ámsterdam, Ankara, Antalya, Bodrum, Bursa, Dalamán, Erzurum, Fráncfort del Meno, Esmirna, Kayseri, Konya, Kuwait, Moscú-Domodedovo, Najicheván, Samsun, Sivas, Estocolmo-Arlanda, Trebisonda, Van |

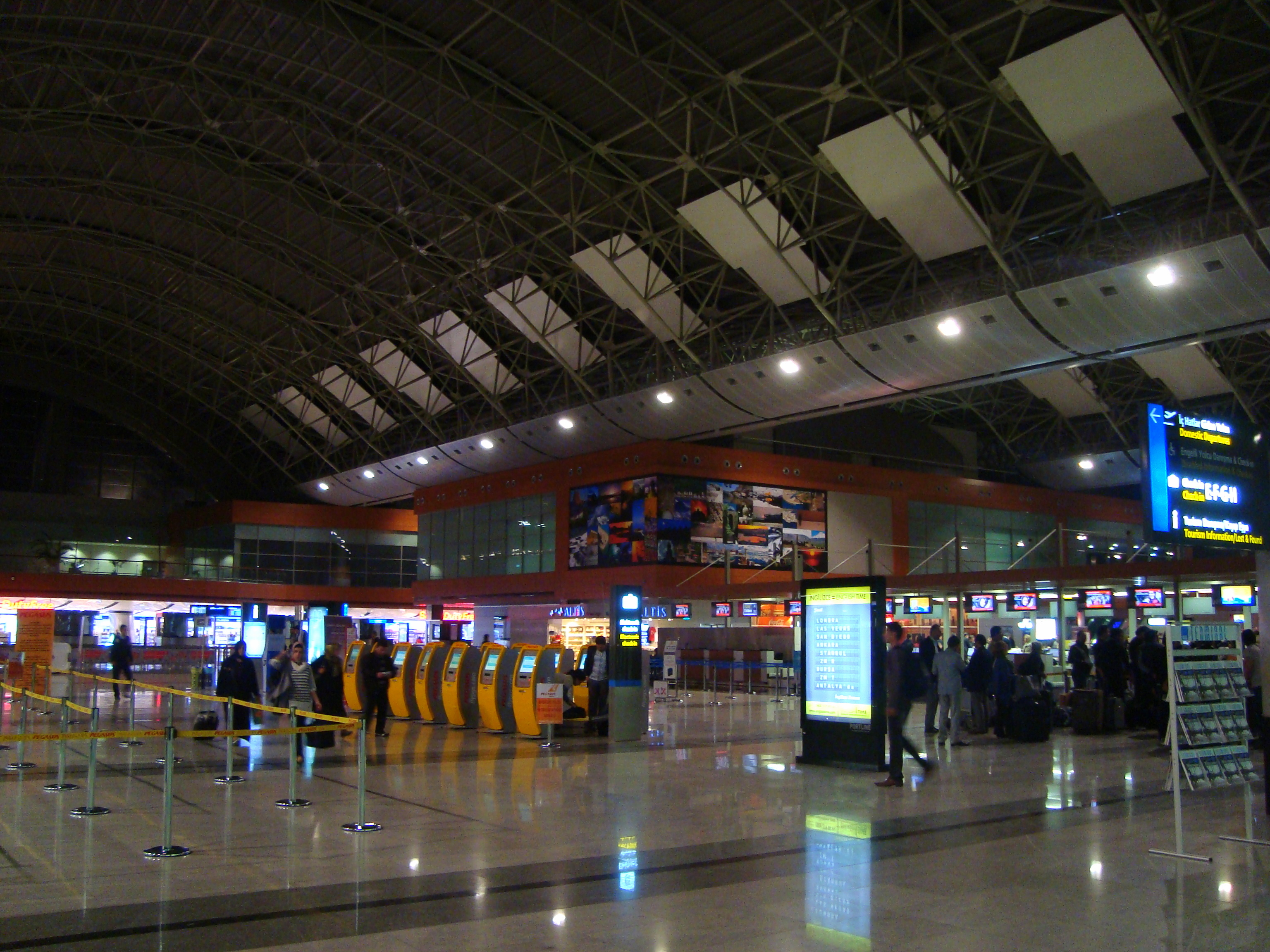
Nivel de salidas del aeropuerto Sabiha Gökçen

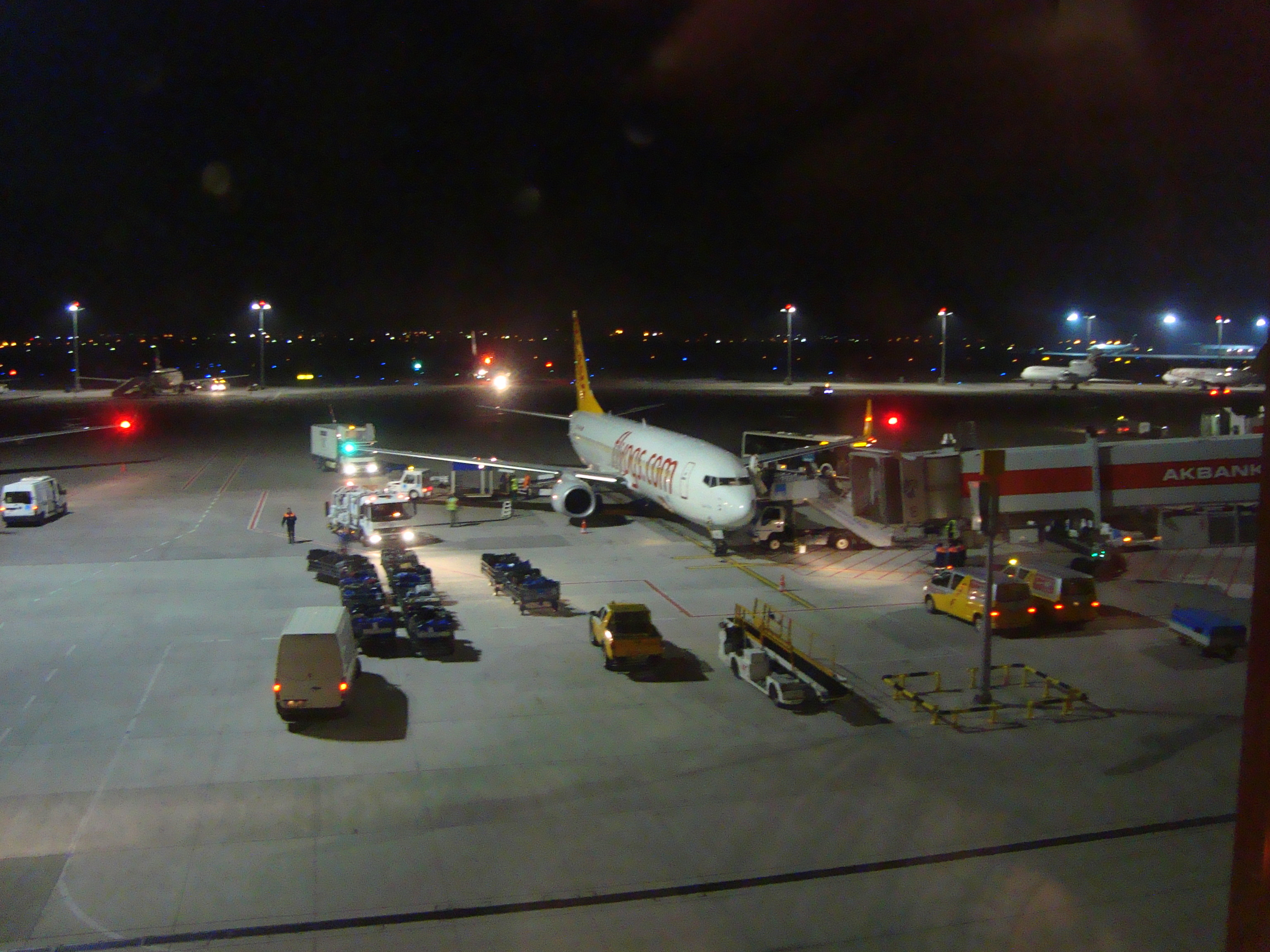
Sabiha Gökçen es la base de operaciones principal de Pegasus Airlines

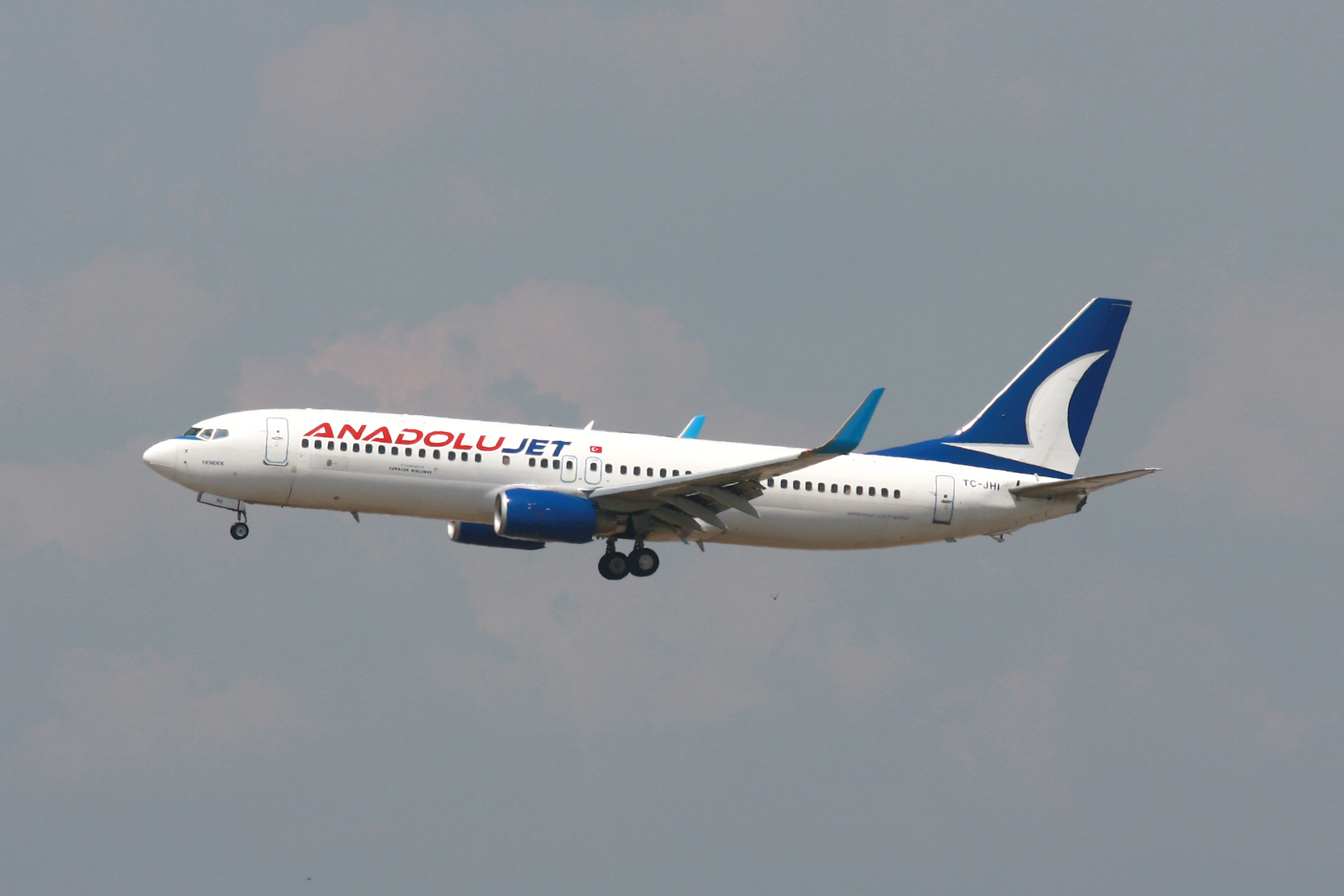
La asociada de Turkish Airlines, AnadoluJet, posee una base de operaciones en Sabiha Gökçen

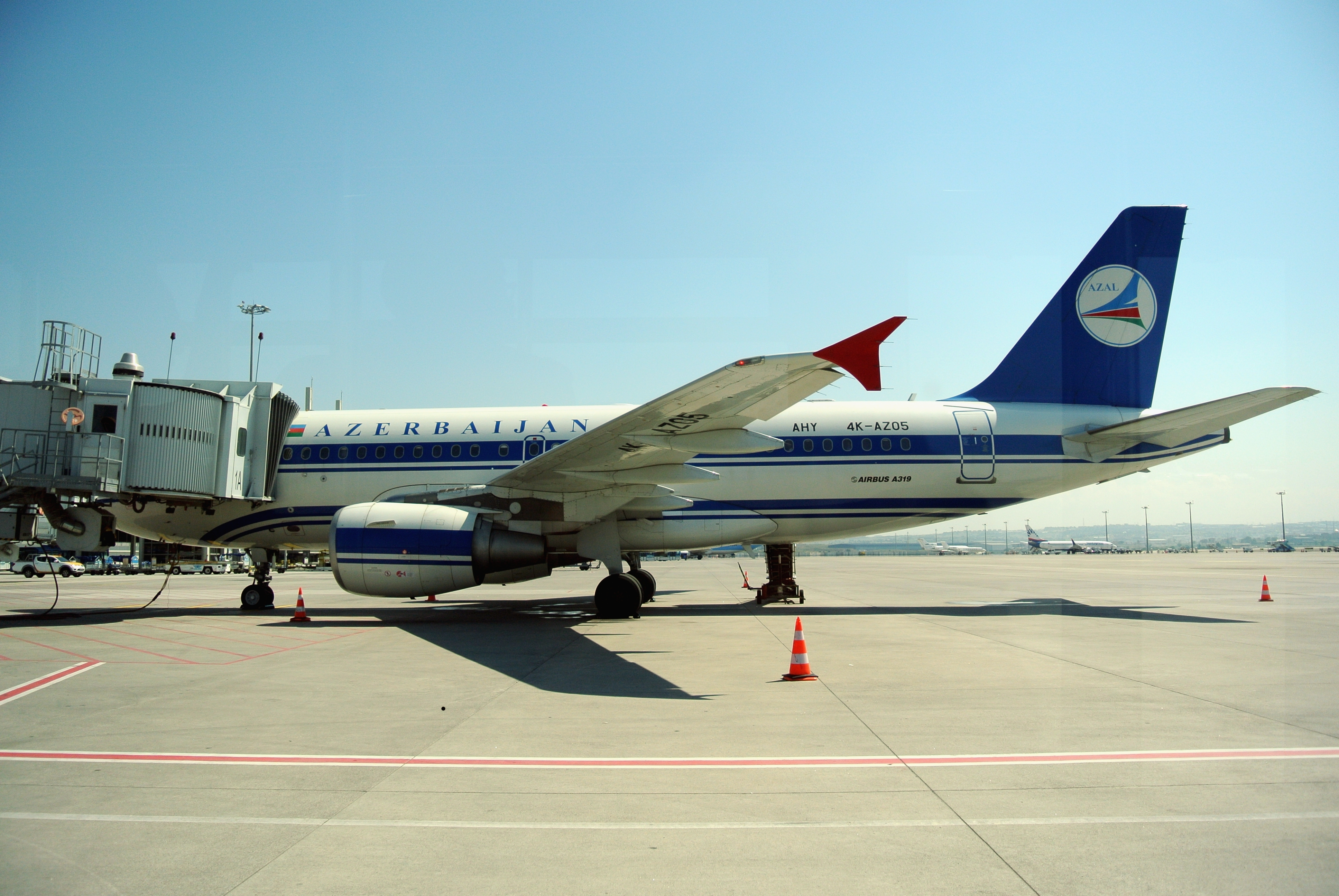
Airbus A319 (4K-AZ05) de Azerbaijan Airlines

Además, algunas aerolíneas operan vuelos chárter al aeropuerto, incluyendo:
| - Air Urga - AMC Airlines - Corendon Airlines - Pegasus Airlines base - Sky Airlines - SunExpress base - Zagros Air |

### Destinos internacionales
| Ciudades por países                 | Nombre del aeropuerto                                  | Aerolíneas                     | Aeronaves  | Frecuencias semanales |
| África                              | África                                                 | África                         | África     | África                |
| ----------------------------------- | ------------------------------------------------------ | ------------------------------ | ---------- | --------------------- |
| Egipto                              |                                                        |                                |            |                       |
| El Cairo                            | Aeropuerto Internacional de El Cairo                   | Nile Air                       | A32x       |                       |
| Hurgada                             | Aeropuerto Internacional de Hurghada                   | Pegasus Airlines               |            |                       |
| Sharm el-Sheij                      | Aeropuerto Internacional de Sharm el-Sheij             | Pegasus Airlines               |            |                       |
| Marruecos                           |                                                        |                                |            |                       |
| Casablanca                          | Aeropuerto Internacional Mohámmed V                    | Air Arabia Maroc               | A320-214   |                       |
| Asia                                |                                                        |                                |            |                       |
| Arabia Saudita                      |                                                        |                                |            |                       |
| Dammam                              | Aeropuerto Internacional Rey Fahd                      | Pegasus Airlines               |            |                       |
| Riad                                | Aeropuerto Internacional Rey Khalid                    | flynas Pegasus Airlines        | A32x       |                       |
| Yida                                | Aeropuerto Internacional Rey Abdulaziz                 | flynas                         | A32x       |                       |
| Azerbaiyán                          |                                                        |                                |            |                       |
| Bakú                                | Aeropuerto Internacional Heydar Aliyev                 | Azerbaijan Airlines            |            |                       |
| Baréin                              |                                                        |                                |            |                       |
| Manama                              | Aeropuerto Internacional de Baréin                     | Pegasus Airlines               |            |                       |
| Catar                               |                                                        |                                |            |                       |
| Doha                                | Aeropuerto Internacional Hamad                         | Pegasus Airlines Qatar Airways |            |                       |
| EAU                                 |                                                        |                                |            |                       |
| Abu Dabi                            | Aeropuerto Internacional de Abu Dabi                   | Pegasus Airlines               |            |                       |
| Dubái                               | Aeropuerto Internacional de Dubái                      | Flydubai Pegasus Airlines      | B737       |                       |
| Ras Al Khaimah                      | Aeropuerto Internacional de Ras Al Khaimah             | Pegasus Airlines               |            |                       |
| Sharjah                             | Aeropuerto Internacional de Sharjah                    | Air Arabia Pegasus Airlines    | A32x       |                       |
| Georgia                             |                                                        |                                |            |                       |
| Tiflis                              | Aeropuerto Internacional de Tiflis                     | Pegasus Airlines               |            |                       |
| Irak                                |                                                        |                                |            |                       |
| Bagdad                              | Aeropuerto Internacional de Bagdad                     | Fly Baghdad Pegasus Airlines   |            |                       |
| Basora                              | Aeropuerto Internacional de Basora                     | Pegasus Airlines               |            |                       |
| Erbil                               | Aeropuerto Internacional de Erbil                      | Pegasus Airlines               |            |                       |
| Solimania                           | Aeropuerto Internacional de Suleimaniya                | Pegasus Airlines               |            |                       |
| Irán                                |                                                        |                                |            |                       |
| Teherán                             | Aeropuerto Internacional Imán Jomeini                  | Pegasus Airlines               |            |                       |
| Israel                              |                                                        |                                |            |                       |
| Tel Aviv                            | Aeropuerto Internacional Ben Gurión                    | Pegasus Airlines               |            |                       |
| Jordania                            |                                                        |                                |            |                       |
| Amán                                | Aeropuerto Internacional Queen Alia                    | Pegasus Airlines               |            |                       |
| Kazajistán                          |                                                        |                                |            |                       |
| Almaty                              | Aeropuerto Internacional de Almatý                     | Pegasus Airlines               |            |                       |
| Kirguistán                          |                                                        |                                |            |                       |
| Biskek                              | Aeropuerto Internacional de Manas                      | Pegasus Airlines               |            |                       |
| Kuwait                              |                                                        |                                |            |                       |
| Ciudad de Kuwait                    | Aeropuerto Internacional de Kuwait                     | Pegasus Airlines               |            |                       |
| Líbano                              |                                                        |                                |            |                       |
| Beirut                              | Aeropuerto Internacional de Beirut                     | Pegasus Airlines               |            |                       |
| Omán                                |                                                        |                                |            |                       |
| Mascate                             | Aeropuerto Internacional de Seeb                       | Pegasus Airlines SalamAir      | A32x-251N* |                       |
| República Turca del Norte de Chipre |                                                        |                                |            |                       |
| Ercan                               | Aeropuerto de Ercan                                    | Pegasus Airlines               |            |                       |
| Europa                              |                                                        |                                |            |                       |
| Albania                             |                                                        |                                |            |                       |
| Tirana                              | Aeropuerto Internacional Madre Teresa                  | Pegasus Airlines               |            |                       |
| Alemania                            |                                                        |                                |            |                       |
| Berlín                              | Aeropuerto de Berlín-Schönefeld                        | Pegasus Airlines               |            |                       |
| Colonia/Bonn                        | Aeropuerto de Colonia/Bonn                             | Pegasus Airlines               |            |                       |
| Düsseldorf                          | Aeropuerto Internacional de Düsseldorf                 | Pegasus Airlines               |            |                       |
| Fráncfort del Meno                  | Aeropuerto de Fráncfort del Meno                       | Pegasus Airlines               |            |                       |
| Hamburgo                            | Aeropuerto de Hamburgo                                 | Pegasus Airlines               |            |                       |
| Hannover                            | Aeropuerto de Hannover                                 | Pegasus Airlines               |            |                       |
| Múnich                              | Aeropuerto Internacional de Múnich-Franz Josef Strauss | Pegasus Airlines               |            |                       |
| Núremberg                           | Aeropuerto de Núremberg                                | Pegasus Airlines               |            |                       |
| Stuttgart                           | Aeropuerto de Stuttgart                                | Pegasus Airlines               |            |                       |
| Austria                             |                                                        |                                |            |                       |
| Viena                               | Aeropuerto de Viena                                    | Pegasus Airlines               |            |                       |
| Bélgica                             |                                                        |                                |            |                       |
| Bruselas                            | Aeropuerto de Bruselas-National                        | AJet                           |            |                       |
| Charleroi                           | Aeropuerto de Bruselas-Charleroi                       | Pegasus Airlines               |            |                       |
| Bosnia y Herzegovina                |                                                        |                                |            |                       |
| Sarajevo                            | Aeropuerto Internacional de Sarajevo                   | Pegasus Airlines               |            |                       |
| Dinamarca                           |                                                        |                                |            |                       |
| Copenhague                          | Aeropuerto de Copenhague-Kastrup                       | Pegasus Airlines               |            |                       |
| España                              |                                                        |                                |            |                       |
| Barcelona                           | Aeropuerto de Barcelona-El Prat                        | Pegasus Airlines               |            |                       |
| Madrid                              | Aeropuerto de Madrid-Barajas                           | Pegasus Airlines               |            |                       |
| Francia                             |                                                        |                                |            |                       |
| Lyon                                | Aeropuerto de Lyon-Saint Exupéry                       | Pegasus Airlines               |            |                       |
| Marsella                            | Aeropuerto de Marsella-Provenza                        | Pegasus Airlines               |            |                       |
| Niza                                | Aeropuerto Internacional Niza Costa Azul               | Pegasus Airlines               |            |                       |
| París                               | Aeropuerto de París-Charles de Gaulle                  | AJet Pegasus Airlines          |            |                       |
| Grecia                              |                                                        |                                |            |                       |
| Atenas                              | Aeropuerto Internacional Eleftherios Venizelos         | Pegasus Airlines               |            |                       |
| Hungría                             |                                                        |                                |            |                       |
| Budapest                            | Aeropuerto de Budapest-Ferenc Liszt                    | Pegasus Airlines               |            |                       |
| Italia                              |                                                        |                                |            |                       |
| Bérgamo                             | Aeropuerto de Bérgamo-Orio al Serio                    | Pegasus Airlines               |            |                       |
| Bolonia                             | Aeropuerto de Bolonia                                  | Pegasus Airlines               |            |                       |
| Roma                                | Aeropuerto de Roma-Fiumicino                           | Pegasus Airlines               |            |                       |
| Venecia                             | Aeropuerto de Venecia-Marco Polo                       | Pegasus Airlines               |            |                       |
| Kosovo                              |                                                        |                                |            |                       |
| Priština                            | Aeropuerto Internacional de Priština                   | Pegasus Airlines               |            |                       |
| Macedonia del Norte                 |                                                        |                                |            |                       |
| Skopie                              | Aeropuerto de Skopie                                   | Pegasus Airlines               |            |                       |
| Noruega                             |                                                        |                                |            |                       |
| Oslo                                | Aeropuerto de Oslo-Gardermoen                          | Pegasus Airlines               |            |                       |
| Países Bajos                        |                                                        |                                |            |                       |
| Ámsterdam                           | Aeropuerto de Ámsterdam-Schiphol                       | Pegasus Airlines               |            |                       |
| Eindhoven                           | Aeropuerto de Eindhoven                                | Pegasus Airlines               |            |                       |
| Róterdam                            | Aeropuerto de Róterdam                                 | Pegasus Airlines               |            |                       |
| Reino Unido                         |                                                        |                                |            |                       |
| Londres                             | Aeropuerto de Londres-Stansted                         | Pegasus Airlines               |            |                       |
| Mánchester                          | Aeropuerto de Mánchester                               | Pegasus Airlines               |            |                       |
| República Checa                     |                                                        |                                |            |                       |
| Praga                               | Aeropuerto de Praga                                    | Pegasus Airlines               |            |                       |
| Rumania                             |                                                        |                                |            |                       |
| Bucarest                            | Aeropuerto Internacional de Bucarest-Henri Coandă      | Pegasus Airlines               |            |                       |
| Rusia                               |                                                        |                                |            |                       |
| Grozni                              | Aeropuerto de Grozni                                   | Pegasus Airlines               |            |                       |
| Serbia                              |                                                        |                                |            |                       |
| Belgrado                            | Aeropuerto de Belgrado-Nikola Tesla                    | Pegasus Airlines               |            |                       |
| Suecia                              |                                                        |                                |            |                       |
| Estocolmo                           | Aeropuerto de Estocolmo-Arlanda                        | Pegasus Airlines               |            |                       |
| Suiza                               |                                                        |                                |            |                       |
| Ginebra                             | Aeropuerto Internacional de Ginebra                    | Pegasus Airlines               |            |                       |
| Zúrich                              | Aeropuerto Internacional de Zúrich                     | Pegasus Airlines               |            |                       |
| Suiza / Francia / Alemania          |                                                        |                                |            |                       |
| Basilea/Mulhouse/Friburgo           | Aeropuerto de Basilea-Mulhouse-Friburgo                | Pegasus Airlines               |            |                       |

### Carga
- Cargolux (operado por Silk Way Airlines)
- DETA Air

## Terminal doméstica
La edificación está compuesta de un nivel intermedio que se utiliza para la facturación y los servicios de equipajes, así como los accesos a las salas de embarque y llegada de pasajeros.
Características:
- 2.000 m² área útil
- 500.000 pasajeros/año de capacidad
- Cafetería
- Oficinas
- Terminal de carga:
  - 90.000 toneladas/año de capacidad
  - 18 almacenes fríos

## Estadísticas de tráfico aeroportuario
Ver fuente y consulta Wikidata.
- Fuente: DHMI.gov.tr[3]